# Giovanni Gaggini
Giovanni Gaggini oder Gagini (* um 1430 in Bissone; † 1517 in Mendrisio) war ein schweizerisch-italienischer Bildhauer der Frührenaissance.

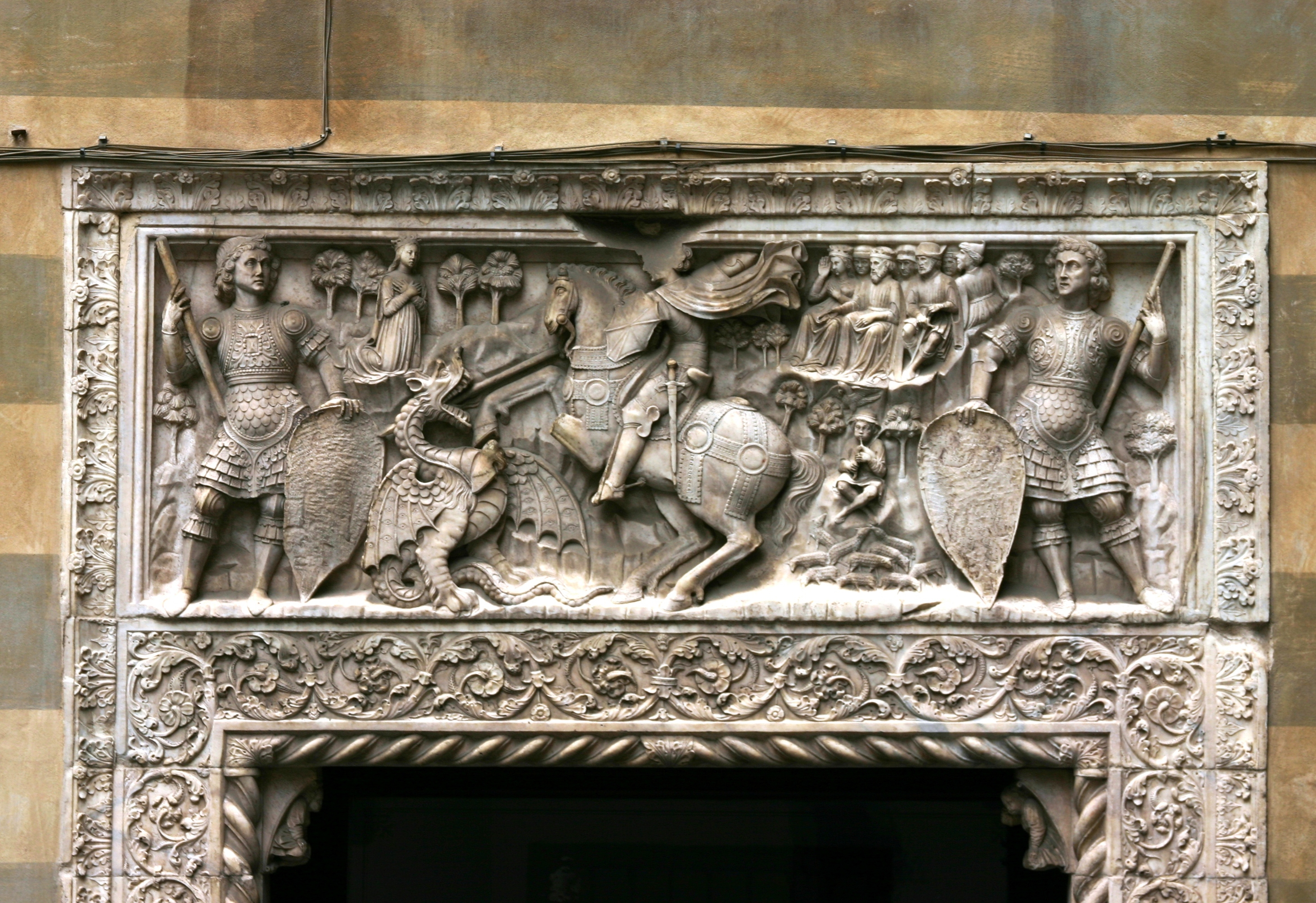
Giovanni Gaggini: Portal, Palazzo Giorgio Doria, Genua 1457.

## Leben und Werke
Er war Sohn des Beltrame Gaggini, Bildhauer an der Certosa di Pavia, Architekt, er arbeitete in Genua, wo er 1449–1506 erwähnt wird. Er hinterliess Arbeiten am Hafen, die Brücke dei Calvi (unter Mitarbeit von Giovanni da Gandria, 1460), die Brücke della Pila (unter Mitarbeit von Pietro da Carona, 1461), die Paläste Marco Doria und Lazzaro Doria am San Matteo-Platz, 1468.
In Genua führte er die Verzierung der Palasttüren mit reichen Skulpturen ein. Er schuf solche für die Kirche Santa Maria di Castello (jetzt Sakristeitüre) und für die Paläste Giorgio Doria (1457), Grillo, Valdettano, Durazzo und Danovaro, sowie für die Kirchen Santa Maria in Voltri und in Levanto.
Ferner schuf er das Denkmal des Kardinals Giorgio Fieschi in der Kathedrale von Genua (1465), das Relief des heiligen Georg im Palazzo della Ragione in Lerici (1487), die Fornari-Kapellen in der Basilica di Santa Maria delle Vigne und in der Santa Maria della Consolazione zu Genua.
Um 1507 liess er sich in Mendrisio nieder.

## Belege
1. ↑  Celestino Trezzini: Giovanni Gaggini. S. 372, 373 (PDF biblio.unibe.ch, abgerufen am 9. Oktober 2017, italienisch).
2. ↑  Paola Martini: Gaggini. In: Fiorella Bartoccini (Hrsg.): Dizionario Biografico degli Italiani (DBI). Band 51: Gabbiani–Gamba. Istituto della Enciclopedia Italiana, Rom 1998. (italienisch)

| Personendaten    | Personendaten                                        |
| ---------------- | ---------------------------------------------------- |
| NAME             | Gaggini, Giovanni                                    |
| ALTERNATIVNAMEN  | Gagini, Domenico                                     |
| KURZBESCHREIBUNG | schweizerisch-italienischer Bildhauer                |
| GEBURTSDATUM     | um 1430                                              |
| GEBURTSORT       | Bissone, Herzogtum Mailand, Heiliges Römisches Reich |
| STERBEDATUM      | 1517                                                 |
| STERBEORT        | Mendrisio                                            |